# Пономарёв, Сергей Николаевич
Сергей Николаевич Пономарёв (6 декабря 1956 года, СССР) — советский и российский футболист, выступавший в позиции защитника. После завершения профессиональной карьеры футболиста, начал тренерскую деятельность.
Воспитанник ДЮСШ «Чехов». За всю свою карьеру играл в клубах, выступающих преимущественно в низших лигах чемпионатов СССР и России. В 1981—1992 и 1996—1997 годах выступал за рязанский «Спартак», за которого в общей сумме сыграл 425 матча и забил 31 гол, став едва ли не лучшим гвардейцем данного клуба. В сезоне 1993/94 играл за иранский «Зоб Ахан», который тогда возглавлял российский тренер Евгений Лядин.
В последний период своей карьеры фактически играл за любительские российские команды. По некоторым данным, в 1995 году одновременно являлся играющим тренером в коломенской «Оке». После завершения карьеры начал тренерскую деятельность. В 2000—2002 годах возглавлял «Рязань-Агрокомплект», также в 2000-х годах возглавлял «Рязань-М». В 2011—2012 годах входил в тренерский штаб рязанской «Звезды».